# Autorretrato (Van Gogh; 1889)
El autorretrato de 1889 es un óleo sobre lienzo pintado por el artista postimpresionista Vincent van Gogh. El cuadro, que podría ser el último autorretrato de van Gogh y es el más conocido del artista, fue pintado en septiembre de este año, poco antes de dejar Saint-Rémy-de-Provence en el sureste de Francia.
La pintura se exhibe en el Museo de Orsay en París.

## Pintura
Este autorretrato es uno de los aproximadamente 40 que van Gogh produjo en un periodo de 10 años, y estos eran una parte importante de su trabajo como pintor; se pintaba a sí mismo porque a menudo carecía del dinero para pagar a modelos. Se llevó la pintura con él a Auvers-sur-Oise, cerca de París, donde  la mostró al doctor Paul Gachet, que pensó que era "absolutamente fanático".
Los historiadores del arte están divididos en cuanto a si esta pintura o el autorretrato sin barba son el autorretrato final de van Gogh. Ingo F Walther y Jan Hulsker consideran este el último, con Hulsker considerando que fue pintado en Arlés tras el ingreso al hospital después de mutilar su oreja, mientras Ronald Pickvance piensa que el autorretrato sin barba es posterior.
Van Gogh envió el cuadro a su hermano más joven, el marchante de arte Theo; en la carta que lo acompañaba escribió: "necesitarás estudiar [el cuadro] por un tiempo. Espero que notes que mis expresiones faciales se han vuelto mucho más tranquilas, aunque mis ojos tienen la misma mirada insegura que antes, o eso me parece a mí."
Los historiadores del arte Walther y Metzger consideran que "la pintura no muestra una pose bonita ni es un registro realista;... [es de] alguien que ha visto demasiado peligro, demasiada confusión, como para poder mantener su agitación y temblor bajo control." Según Beckett los colores se disuelven y los patrones turbulentos a un tiempo indican una sensación de tensión y presión, que simboliza el estado mental del artista, bajo presión mental, física y laboral.
El Museo de Orsay en París, que obtuvo el cuadro en 1986, considera que "la inmovilidad del modelo contrasta con la ondulación del cabello y barba, repetidos y amplificados en los arabescos alucinantes del fondo."